# هاري روسيلماك
هاري روزلماك (من مواليد 20 مارس 1973 في تورز) هو صحفي إذاعي وتلفزيوني فرنسي.
ولد روسيلماك لأبوين مارتينيكيين، وهو ابن أحد موظفي خدمات الإغاثة الكاثوليكية وموظف في لا بوست. التحق بالمدرسة في تورز في إعدادية لو كريست الملك، ثم بعدها ثانوية شوازول. وفي القسم الأول، ظهر لأول مرة في الراديو، حيث قدم نشرات إخبارية على راديو بيتون ، وهي محطة محلية في تورز.
حصل على شهادة الدراسات الجامعية العامة في التاريخ من جامعة فرانسوا رابليه في تورز و شهادة جامعية للتكنولوجيا في الصحافة من المدرسة العامة للصحافة في تورز. كتب بعض المقالات الرياضية في الصحيفة اليومية المحلية جمهورية الغرب الوسطى الجديدة.